# Biblioteca Budista (Singapur)
La Biblioteca budista (en chino : 佛教 图书馆 ) es la primera biblioteca  en Singapur dedicada al budismo. La biblioteca, que se encuentra en el distrito de Geylang, tiene como objetivo satisfacer las necesidades de la comunidad budista y cualquier persona interesada en el budismo. Es única porque no es una asociación voluntaria o un templo y porque tiene un enfoque no sectario del budismo. Además de funcionar como una biblioteca de préstamo, también organiza charlas sobre el Dharma, cursos budistas acreditados, exposiciones de arte público y trabajo de asistencia social a nivel local y del extranjero.

## Historia
En 1981, el venerable Dhammaratana, un monje de Sri Lanka theravadin, fundó la Sociedad de Investigación Budista (BRS) en Singapur. Uno de los objetivos del BRS era establecer una biblioteca budista. La Biblioteca se inició en 1982 en un local alquilado del Complejo Tanjong Katong. Su configuración inicial fue respaldada financieramente por el fallecido George Chia Soon Seng, que era un hombre de negocios y un devoto budista. La biblioteca se trasladó al Centro Comercial Katong en 1984 y se mudó nuevamente a otra unidad alquilada en el Edificio Hoa Nam en 1985. Finalmente se compró su propio local en Lorong 29, Geylang Road en 1991 y se inauguró oficialmente el 15 de marzo de 1992. Debido a las crecientes necesidades de su expansión y de la comunidad budista, la Biblioteca se mudó a la cercana Lorong 24A en 1998, ocupando 2 unidades de una fila de shophouses (casas típicas) de antes de la guerra que se encuentran dentro del Área de Conservación Geylang.

### Fundador
El venerable Dhammaratana, o más comúnmente llamado Bhante por sus devotos —Pali para «Venerable señor»; a menudo usado cuando se dirige a un monje budista—, es la figura fundadora y pivotal de La Biblioteca Budista. Bhante nació en Sri Lanka y recibió su ordenación budista a la edad de 13 años. Es el alumno mayor del difunto Venerable Bellanwila Sri Somaratana Nayaka Thera y graduado de la Universidad Vidyalankara. Después de su graduación, Bhante se desempeñó como subdirector y director en dos prestigiosas escuelas budistas, Sunethradevi Pirivena y Paramadhamma Chetiya Pirivena, respectivamente.
En 1973, renunció a la vida de abad en el bien establecido Templo Bellanwila situado cerca de Colombo en Sri Lanka para propagar las enseñanzas del Buda en Singapur por invitación del Vvenerable M. Mahavihara. En 1978, Bhante comenzó su servicio de educación budista en Singapur en un garaje en el 85A Marine Parade Road. Fundó la Buddhist Research Society (BRS) en 1981 y The Buddhist Library en 1982. Sobre su inspiración para abrir una biblioteca sin fines de lucro, Bhante dijo:

Comenzar una biblioteca budista en Singapur es mejor que comenzar diez templos. El conocimiento puede transmitirse de generación en generación. A largo plazo, la educación contribuye a fomentar una sociedad solidaria y preocupada por causas sociales.... Con una visión para el futuro, comenzamos, a una escala modesta, a construir una biblioteca de literatura budista que cubriera las tres principales escuelas de budismo: Theravada, Mahayana] y Vajrayana. Construimos en este núcleo y alrededor de él varias actividades afiliadas para promover el aprendizaje y la práctica del noble enseñanza del Buda Gautama.

En 1999, Bhante fundó un centro de retiros meditación budista, el Centro Budista Internacional Paramita, ubicado en Kadugannawa, Sri Lanka, con la ayuda de devotos budistas de Singapur. En 2003, Bhante obtuvo su título de Maestro de Filosofía Licenciado por la Universidad de Kelaniya, Sri Lanka. En diciembre de 2004, el Bhante fue nombrado oficialmente «Jefe Nayaka» de Singapur por el Consejo Budista de la Sangha de Sri Lanka.

## Actividades y gestión
La biblioteca es administrada por un Comité de Gestión compuesto por 14 miembros, entre los que se encuentran eruditos budistas laicos y voluntarios principales de la Sociedad de Investigación Budista, con Bhante como su Asesor Religioso. La visión de Bhante es que un día la Biblioteca Budista gane reconocimiento internacional como centro de excelencia budista. Sus instalaciones y programas son:

### La biblioteca
La biblioteca alberga más de 16 000 libros en inglés y chino que cubren varios aspectos del budismo, incluyendo textos bíblicos, doctrina, filosofía, ética, meditación, devoción, arte y arquitectura. La biblioteca tiene una colección considerable de libros sobre temas relacionados, incluyendo otras religiones del mundo, filosofía oriental y occidental, religión comparada, psicología y ecología. La colección de libros de la biblioteca sigue creciendo gracias a la generosa donación de miembros y devotos.
La Biblioteca Budista comenzó a impartir cursos sobre las doctrinas básicas del budismo y luego se graduó para impartir cursos más avanzados —hasta el nivel de Maestría otorgado por las autoridades budistas de Sri Lanka—, los cuales han ayudado a ampliar el horizonte del conocimiento del Dharma de aquellos que están interesados en aprender budismo. La Biblioteca Budista ha estado recibiendo periódicamente a distinguidos monjes y eruditos budistas de varios países para dar conferencias y participar en seminarios. Sus recursos son referenciados por investigadores y universidades notables como las Bibliotecas de la Universidad de Duke como parte de su enseñanza a nivel de pregrado e investigación sobre estudios del sudeste asiático.
La Sala del Santuario, con capacidad para 100 personas, es donde se celebran regularmente los servicios devocionales o Pujas y en festivales budistas dirigidos por Bhante. A pesar de su avanzada edad, también realizaba servicios de bendición, tales como ceremonias de inauguración de casas, bodas, bendiciones de cumpleaños, visitas al hospital y servicios de velatorio, según lo solicitaran los miembros de la Biblioteca y sus familias. La sala también funcionaba como un auditorio donde se realizaban charlas y seminarios sobre el Dharma.
La Galería de Arte exhibe una colección de pinturas budistas contemporáneas, Tibetanas thangka y esculturas para promover el conocimiento y la apreciación del arte budista. Uno de los aspectos más destacados de la galería es el facsímil de La huella del Buda, una intrincada obra de arte de Sri Lanka. La galería también se utiliza para Puja durante festivales, sesiones de meditación y Sutra prácticas de canto. La Sala de Meditación está en el ático de la Biblioteca Budista. La meditación budista o Bhavana en Pali, es una práctica central de desarrollo mental que está incrustada en las enseñanzas de Buda y tiene el buddhi como su objetivo último. La sala también se utiliza para sus clases de Dharma los domingos para niños y jóvenes.

### Obra social
A pesar de sus modestos recursos, los voluntarios y partidarios de La Biblioteca Budista organizan regularmente actividades caritativas para los necesitados, independientemente de su raza o religión. Algunos ejemplos son las ferias anuales de beneficencia, visitas a asilos de ancianos locales,
Trabajo de asistencia social
A pesar de sus modestos recursos, los voluntarios y partidarios de la Biblioteca Budista organizan regularmente actividades caritativas para los necesitados sin importar su raza o religión. Algunos ejemplos son las ferias anuales de beneficencia, las visitas a asilos de ancianos locales, esfuerzos para ayudar a las víctimas del terremoto del océano Índico de 2004 y la donación de gafas usadas a los asilos de ancianos de Sri Lanka en 2004.